# Miguel de Guzmán
Miguel de Guzmán Ozámiz (Cartagena, Espanha, 12 de janeiro de 1936 – Madrid, 14 de abril de 2004) foi um matemático espanhol.
Obteve um doutorado em 1968 na Universidade de Chicago, orientado por Alberto Calderón, com a tese Singular Integral Operators with Generalized Homogeneity.
Foi palestrante convidado do Congresso Internacional de Matemáticos em Berlim (1998 - Beitrag mit Bernard R. Hodgson, Aline Robert, Vinicio Villani: Difficulties in the passage from secondary to tertiary education.)

## Obras
- Differentiation of Integrals in {\displaystyle {\mathbb {R} }^{n}}, Springer 1975
- Real variable methods in Fourier Analysis, North Holland 1981
- Aventuras matemáticas. Una ventana hacia el caos y otros episodios, Madrid, Ed. Pirámide 2006
- mit Baldomero Rubio: Problemas, conceptos y métodos del análisis matemático, Madrid: Pirámide, 3 Bände, 1990 bis 1993
- mit B. Rubio: Integración : teoría y técnicas, Madrid: Alhambra 1979
- Cuentos con cuentas, Ed. Nivola 2016
- Para pensar mejor. Desarrollo de la creatividad a través de los procesos matemáticos, Ed. Pirámide 2006
- Mirar y ver , Ed. Nivola 2004
- El rincón de la pizarra: Ensayos de visualización en análisis matemático. Elementos básicos del análisis, Ed. Pirámide 2010
- Ecuaciones diferenciales ordinarias.Teoria de estabilidad y control, Madrid: Alhambra 1975
- mit I. Peral, M. Walias: Problemas de ecuaciones diferenciales ordinarias, Madrid: Alhambra 1978
- mit anderen: Estructuras fractales y sus aplicaciones, Barcelona, Labor D.L. 1993
- La experiencia de descubrir en geometría, Ed. Nivola 2002
- Cómo hablar, demostrar y resolver en matemáticas,  Base Universitaria,  Anaya Educación 2004